# Linje 6A
|  | Denne artikel omhandler buslinje 6A i København. For linjen med samme nummer i Aarhus, se A-bus (Aarhus). |
Linje 6A er en buslinje i København, der kører mellem Buddinge st. og Nørreport st.. Linjen er en del af Movias A-busnet og er udliciteret til Keolis Danmark, der driver linjen fra sit garageanlæg på Jernholmen på Avedøre Holme. Med ca. 5,1 mio. passagerer i 2024 er den en af de mest benyttede af Movias buslinjer. Linjen betjener blandt andet Søborg, Emdrup, Nørrebro og Indre By.
Linje 6A blev oprettet mellem Emdrup Torv og Rødovrehallen 25. maj 2003. Den erstattede dele af linje 10, 28 og 550S. I 2010 blev den omlagt i Indre By, så den kom til at køre via Rådhuspladsen i stedet for ad Nørregade. I 2012 blev den forlænget fra Emdrup Torv til Buddinge st. I Forbindelse med åbningen af Cityringen i 2019 blev den afkortet til kun at køre mellem Buddinge st. og Nørreport st.

## Historie
Linje 6A blev oprettet sammen med linje 1A 25. maj 2003 som den tredje og fjerde linje i det nye A-busnet, der etableredes i 2002-2003. Baggrunden for etableringen var anlæggelsen af den første metro i København, der gav store påvirkninger af busnettet. I den forbindelse valgte man at nytænke nettet med seks grundlæggende stambuslinjer med direkte linjeføringer og hyppig drift suppleret af et antal andre linjer. I de første planer fra 2000 var en de seks foreslåede stambuslinjer en linje med arbejdsnummeret S2 fra Emdrup Torv via Tagensvej, Nørregade, Københavns Hovedbanegård og Roskildevej til Rødovre st. Linjen ville erstatte linje 10 på Tagensvej, linje 28 og 550S ad Roskildevej og dele af linje 1 til Rødovre st., linje 5 ad Nørregade og linje 6 ad Vesterbrogade.
Ved den faktiske etablering af linjen som linje 6A tre år efter var der sket et par ændringer i forhold til de første planer. Ved Hovedbanegården havde det været tanken at køre ad Tietgensbroen - Abel Cathrines Gade - Gasværksvej som linje 550S, men det blev droppet til fordel for kørsel via Rådhuspladsen. I Rødovre var endestationen ved Rødovre st. desuden blevet flyttet til Rødovrehallen med kørsel ad linje 550S's hidtidige rute dertil. Ved oprettelsen af linje 6A nedlagdes linje 6, 28 og 550S, mens linje 10 blev afkortet. Desuden nedlagdes linje 16, der havde overtaget den i mellemtiden nedlagte linje 5's kørsel ad Nørregade.
Linje 6A var dog knap nok blevet oprettet, før det daværende Hovedstadens Udviklingsråd begyndte at gøre sig tanker i Trafikplan 2003 om udvidelser af A-busnettet i årene efter 2005. For linje 6A ville det betyde forlængelser fra Emdrup Torv ad Søborg Hovedgade til Buddinge st. og fra Rødovrehallen ad Roskildevej til Glostrup st. Tanken var at linjen derved ville få forbindelse til S-busserne på Ring 3 og på sigt den planlagte letbane der. Letbanen lod dog vente på sig, og linje 6A kom aldrig til Glostrup. Til gengæld kom linjen for en kort stund til Buddinge st., da den blev forlænget dertil via Vangede st. og Kildebakke st. fra 28. juni til 10. august 2008, mens der arbejdedes på Hareskovbanen. Først 21. oktober 2012 blev linje 6A forlænget permanent på hver anden afgang fra Emdrup Torv ad Søborg Hovedgade til Buddinge st.
Fra starten i 2003 blev linje 6A betjent af 12 m-busser af typen Volvo B12BLE-59/Aabenraa, men en enkelt af disse skilte sig dog noget ud fra mængden. Det var Connex Danmark nr. 6323, senere kendt som Arriva Danmark nr. 1659, der var dekoreret med børnetegninger på begge sider. Initiativet til det var taget af Volvo Danmark for at formidle budskabet om, at man skal passe på børnene i trafikken. Tegningerne var lavet af klassen 2B fra Trongårdsskolen i Lyngby med hjælp fra kunstneren Nille Abel.
13. juni 2010 omlagdes linjen i Indre By, så den i stedet for at køre ad Nørregade, Rådhusstræde og Vandkunsten hhv. Stormgade kom til at køre ad Nørre Voldgade og Vester Voldgade mellem Nørreport st. og Rådhuspladsen. Ændringen betød, at man fra 23. oktober 2011 kunne skifte de traditionelle 12 m-busser ud med større 13,7 m-busser, der ikke havde været plads til i Indre Bys smalle gader. Fra 2. november 2011 til 20. juli 2012 blev linjen omlagt ad H.C. Andersens Boulevard og Jarmers Plads i retning mod Emdrup Torv på grund af vejarbejde. Fra december 2011 og frem til marts 2014 måtte passagerne ved Nørreport st. desuden finde sig i skiftende ændringer af køreveje og stoppesteder, mens stationen blev renoveret.
24. august 2013 indførtes der drift døgnet rundt på de fleste københavnske A-buslinjer, heriblandt linje 6A. Herved erstattede linjen dele af natbuslinje 83N til Rødovre og 84N til Buddinge, der nedlagdes, og dele af linje 93N på Roskildevej og 96N på Tagensvej, der omlagdes.
I 2014 indsattes der tre naturgasbusser af typen MAN NL313 CNG på linjen som forsøg og udvidelse af driften. Før de kom i drift på linjen, blev de benyttet til ekstrakørsel på linje 9A ved Eurovision Song Contest i maj 2014.
19. september 2014 blev Københavns første bus rapid transit, Den kvikke vej, indviet mellem Nørreport st. og Ryparken st. med højklassede stoppesteder og busbaner i gademidten mellem Fredensbro og Lyngbyvej ved Haraldsgade. Som navnet antyder er tanken, at busserne skal kunne komme hurtigere frem ved hjælp af busbanerne, ikke mindst på stykket hvor de ligger i gademidte og er fysisk adskilte fra de øvrige vejbaner. Langs dette stykke og flere andre steder har stoppestederne desuden fået en højere standard med karakter af perroner. Linje 6A benytter Den kvikke vej mellem Nørreport st. og Fredrik Bajers Plads.
Fra sommeren 2017 medførte fjernvarmearbejde i Jernbanegade og anlæggelsen af Rådhuspladsen Station på den kommende metrostrækning Cityringen flere omlægninger. I første omgang omlagdes linjen ad Vesterbrogade - H.C. Andersens Boulevard - Jarmers Plads i retning mod Buddinge 4. juli 2017. I modsat retning omlagdes den ad Studiestræde - H.C. Andersens Boulevard - Vesterbrogade 28. august 2017. Det blev efterfølgende ændret 29. januar 2019 til kørsel ad Vesterbrogade - H.C. Andersens Boulevard - Jarmers Plads i begge retninger.

### Nyt Bynet
29. september 2019 åbnede Metroselskabet metrostrækningen Cityringen. Det fik blandt andet betydning for linje 6A, der fik berøring med Cityringen ved de nye Skjolds Plads og Rådhuspladsen Stationer. Mange andre linjer blev også berørt, så derfor ændrede Movia det københavnske busnet 13. oktober 2019 til det, de kaldte for Nyt Bynet. Grundlaget for ændringerne blev skabt i forbindelse med udarbejdelse af Trafikplan 2016, der blev godkendt af Movias bestyrelse 23. februar 2017. Planerne blev efterfølgende mere konkrete med præsentationen af Nyt Bynet i januar 2018 med enkelte efterfølgende ændringer.
Nyt Bynet medførte, at linje 6A blev afkortet, så den kun kom til at køre mellem Buddinge st. og Nørreport st. Til gengæld blev der så lagt vægt på højklasset betjening af Tagensvej og forbindelsen med Rigshospitalet. Strækningen mellem Hovedbanegården og Rødovre overgik til en ny linje 7A men med en omlægning ad Frederiksberg Allé forbi den nye Frederiksberg Allé Station. Den nye linje overtog desuden 11 af linje 6A's 13,7 m-busser af typen Scania CK280UB/Slupsk. Mellem Nørreport st. og Hovedbanegården henvistes passagererne til tog og linje 5C. I de første planer fra 2016 var det i øvrigt tanken at flytte linje 7A's endestation i Rødovre fra Rødovrehallen til Rødovre Centrum, men det blev senere droppet.
I foråret 2020 indgik linje 6A i Movias udbud A19X med krav om, at den vindende entreprenør skulle indsætte emissionsfri busser. Det ville sige, at de ikke måtte udlede CO2, NOx og partikler som almindelige dieselbusser men i stedet kunne være el- eller brintbusser. Årsagen til det var, at Københavns Kommune i 2018 havde besluttet, at alle buslinjer i kommunen skal være el- eller nulemisionsbusser senest i 2025, mens Gladsaxe Kommune har et mål om at have erstattet alle dieselbusser med elbusser det år. Udbuddet blev afgjort i januar 2020, hvor det blev besluttet, at Anchersen skulle overtage driften af linjen fra den hidtidige entreprenør Arriva fra 13. februar 2022. Det blev desuden besluttet, at linje 6A skulle trafikeres af 21 elbusser, hvilket ville spare de berørte kommuner for 1.100 tons CO2 om året.

## Linjeføring
Linje 6A kører mellem Buddinge st. og Nørreport st. Ved Buddinge st. har linjen endestation i en busterminal, hvorfra der køres ad Buddingevej til en større rundkørsel på Buddinge Torv, som der drejes rundt igennem til Søborg Hovedgade. Ad denne kommer linjen kort efter forbi Gladsaxe Rådhus og senere Søborg Torv, før den kommer til Frederiksborgvej. Med denne kommer linjen til Emdrup Torv, hvor omkring halvdelen af busserne har endestation. Herefter går det videre ad Frederiksborgvej til Bispebjerg Torv mellem Grundtvigs Kirke og Bispebjerg Kirkegård. Herfra går det videre ind mod byen ad den flere kilometer lange Tagensvej forbi Bispebjerg Hospital, Bispebjerg st. og hospitals- og uddannelsesinstitutioner ved Universitetsparken. Ved Fredrik Bajers Plads kommer linje 6A ind på Den kvikke vej med busbaner i gademidte og tilhørende stoppesteder her og ved Blegdamsvej. Undervejs passerer bussen mellem Rigshospitalet og Panum Instituttet, før Sortedams Sø passeres på Fredensbro.
Efter Fredensbro deler de to køreretninger sig for en kort stund, idet der mod Nørreport st. køres ad Sølvgade og modsat ad Webersgade. De to retninger forenes igen ved Sølvtorvet, og der fortsættes frem til Georg Brandes Plads ved Statens Museum for Kunst, hvor der drejes ned ad Øster Voldgade langs Botanisk Have. Linjen kommer nu til Nørreport st., en af Danmarks største stationer og dermed et stort knudepunkt. For linje 6A er den desuden endestation for ruten, der kun kører mellem her og Buddinge st.

## Fakta
- Linjeføring
  - Buddinge st. (< Klaudalbrovej <) – Buddingevej – Buddinge Torv – Søborg Hovedgade – Frederiksborgvej – Emdrup Torv – Frederiksborgvej – Bispebjerg Torv – Tagensvej – Fredensgade – Fredensbro – > Sølvgade >(/< Webersgade <) – Sølvgade – Øster Voldgade – Nørre Voldgade – Nørreport st.[37]

- Overordnede linjevarianter
  - Buddinge st. - Nørreport st.[37]
  - Emdrup Torv – Nørreport st.[37]

- Vigtige knudepunkter
  - Buddinge st., Emdrup Torv, Tuborgvej, Bispebjerg st., Skjolds Plads st., Fredrik Bajers Plads, Blegdamsvej, Nørreport st.

- Materiel
  - 21 13 m elbusser med garageopladning af typen BYD eBus B13E01 garageret hos Keolis Danmark, Jernholmen.[38]

| Entreprenør | Entreprenør                        | Entreprenør |
| Fra         | Entreprenør, anlæg                 |             |
| ----------- | ---------------------------------- | ----------- |
| 25-05-2005  | Connex Danmark, Gladsaxe           |             |
| 01-05-2006  | Veolia Transport Danmark, Gladsaxe |             |
| 01-09-2007  | Arriva Skandinavien, Gladsaxe      |             |
| 16-03-2008  | Arriva Skandinavien, Ryvang        |             |
| 28-03-2010  | Arriva Skandinavien, Gladsaxe      |             |
| 13-02-2022  | Anchersen, Jernholmen              |             |
| 03-06-2025  | Keolis Danmark, Jernholmen         |             |

| År          | 2021      | 2022      | 2023      | 2024      |
| ----------- | --------- | --------- | --------- | --------- |
| Passagertal | 3.632.809 | 4.568.937 | 4.694.468 | 5.076.229 |

## Kronologisk oversigt
Nedenfor er der gjort rede for permanente og længerevarende midlertidige ændringer. Der er set bort fra ændringer af få dages varighed og de til tider temmelig omfattende ændringer ved sportsbegivenheder, demonstrationer, statsbesøg og lignende.
| Rutehistorik                | Rutehistorik |
| Dato/periode                | Ændring |
| --------------------------- | --- |
| 25-05-2003                  | Linje 6A oprettes ad følgende rute: Emdrup Torv – Frederiksborgvej – Bispebjerg Torv – Tagensvej – Fredensgade – Fredensbro – Sølvgade – Øster Voldgade – Nørre Voldgade – Nørregade – Gammeltorv – Nytorv – Rådhusstræde – > Vandkunsten > Løngangsstræde >(/< Frederiksholms Kanal < Stormgade <) – Vester Voldgade – Rådhuspladsen – Jernbanegade – Ved Vesterport – Hammerichsgade – Vesterbrogade – Hovedbanegården – Vesterbrogade – Roskildevej – Tårnvej – Rødovre Parkvej – Rødovrehallen. Linjen erstatter dele af linje 28 og 550S, der nedlægges, og dele af linje 10, der afkortes. |
| 10-06-2003 - 24-08-2003     | Omlægges i retning mod Rødovrehallen ad Frederiksberg Alle - Platanvej som følge af ombygning af Vesterbrogade. |
| 24-08-2003 - 21-10-2003     | Omlægges i retning mod Rødovrehallen ad Reventlowsgade - Istedgade - Vester Fælledvej som følge af den fortsatte ombygning af Vesterbrogade. |
| 16-02-2004 - 23-05-2004     | Omlægges ad Vester Voldgade – Jarmers Plads – Nørre Voldgade pga. vejarbejde ved Gammeltorv og Nytorv. |
| 23-10-2005                  | I morgenmyldretiden kører hver anden tur fremover kun Emdrup Torv - Nørreport st. i begge retninger. Med ændringen forstærkes driften på delen mod Emdrup Torv på bekostning af delen mod Rødovrehallen, idet førstnævnte har væsentligt flere passagerer. |
| 28-06-2008 – 10-08-2008     | En del ture forlænges fra Emdrup Torv ad Frederiksborgvej - Vangedevej - Vangede st. - Kildebakkegårds Allé - Hagavej - Kildebakke st. - Solnavej - Kildebakken - Buddingevej → Klausdalsbrovej > til Buddinge st. pga. omfattende sporarbejde på Hareskovbanen. Undervejs stoppes ved stationerne og andre udvalgte stoppesteder. |
| 13-06-2010                  | Omlægges fra Nørreport st. ad Nørre Voldgade – Jarmers Plads – Vester Voldgade – Rådhuspladsen. Ruten ad Nørregade og Vandkunsten/Stormgade betjenes fremover af linje 14. |
| 23-10-2011                  | Linjen opgraderes fra 12- til 13,7 meter-busser. |
| 02-11-2011 - 20-07-2012     | Omlægges i retning mod Emdrup Torv fra Rådhuspladsen ad H.C. Andersens Boulevard – Jarmers Plads til Nørre Voldgade. Omlægningen skyldes vejarbejde. |
| 21-10-2012                  | Forlænges på hver anden afgang fra Emdrup Torv ad Frederiksborgvej - Søborg Hovedgade - Buddingevej til Buddinge st. Forlængelsen erstatter linje 42, der omlægges, og line 43, der nedlægges. |
| 24-03-2013                  | Der indføres natdrift, så der fremover køres hele døgnet hele ugen, idet der dog kun køres hver time mellem Emdrup Torv og Buddinge st. Natdriften erstatter dele af linje 83N og 84N, der nedlægges, og dele af linje 93N og 96N, der omlægges. Reduceret drift i dagtimerne mandag-fredag mellem Nørreport st. og Rødovrehallen som følge af oprettelsen af linje 9A. |
| 13-05-2014 - 19-09-2014     | Omlægges i retning mod Rødovrehallen ad Ved Vesterport - Gammel Kongevej - Bagerstræde - Vesterbrogade. Omlægningen skyldes ensretning af Vesterbrogade. |
| 19-09-2014                  | Mellem Fredensbro og Frederik Bajers Plads benytter linjen fremover en ny bus rapid transit, Den kvikke vej, med højklassede busbaner og stoppesteder i gademidte. |
| 23-04-2017 - ca. 21-12-2017 | Omlægges ad Buddingevej - Klausdalsbrovej til Buddinge st. og retur ad Klausdalsbrovej - Buddinge hovedgade. Omlægningen skyldes ombygning af busterminalen ved Buddinge st. |
| 24-04-2017 - 12-10-2017     | Omlægges i retning mod Rødovrehallen ad Reventlowsgade - Istedgade - Enghave Plads - Lyrskovgade - Vesterfælledvej. Omlægningen skyldes vejarbejde på Vesterbrogade. |
| 04-07-2017                  | Omlægges i retning mod Buddinge st. ad Vesterbrogade - H.C. Andersens Boulevard - Jarmers Plads. Omlægningen skyldes fjernvarmearbejde og ensretning af Jernbanegade. Omlægningen udvides 28. august, så der i retning mod Rødovrehallen køres ad Studiestræde - H.C. Andersens Boulevard - Vesterbrogade. |
| 12-10-2017 - ca. 29-01-2018 | Omlægges i retning mod Rødovrehallen ad Frederiksberg Allé - Pile Allé. Omlægningen skyldes vejarbejde på Vesterbrogade. |
| 02-07-2018 - 20-11-2018     | Omlægges i retning mod Buddinge st. ad Dalgas Boulevard - Peter Bangs Vej - Søndre Fasanvej. Omlægningen skyldes fjernvarmearbejde og ensretning af Roskildevej. |
| 29-01-2019                  | Omlægges så der køres ad Vesterbrogade - H.C. Andersens Boulevard - Jarmers Plads i begge retninger. |
| 13-10-2019                  | Linjen afkortes fra Rødovrehallen til Nørreport st. Strækningen mellem Rødovrehallen og Hovedbanegården overgår til en ny linje 7A. |
| 04-05-2020 - ca. 03-01-2021 | Omlægges ved Buddinge st. så der fra Buddingevej køres til midlertidig endestation på Klausdalsbrovej og retur videre ad denne og Buddinge Hovedgade. Omlægningen skyldes anlæggelse af letbane. |
| 25-01-2023 - ca. 12-11-2023 | Omlægges i retning mod Nørreport st. ad Hamletsgade - Mimersgade - Jagtvej. Omlægningen skyldes vejarbejde og ensretning af Tagensvej. |
| 07-02-2023 - ca. 20-11-2023 | Omlægges i retning mod Buddinge st. ad Gladsaxevej - Maglegårds Allé på grund af vejarbejde. Omlægningen ændres til begge retninger 2. juni 2023. Fra 7. juli 2023 ændres omlægningen, så der mod Buddinge st. i stedet køres ad Gladsaxevej - Marienborg Allé - Søborg Parkallé. Fra 21. august 2023 gælder det i begge retninger. Omlægningen ændres igen 18. september 2023, så der køres ad Søborg Hovedgade - Maglegårds Allé - Gladsaxevej - Marienborg Allé - Søborg Parkallé i begge retninger.                                                                                          |
| 30-05-2023 - ca. 18-08-2023 | Omlægges i retning mod Buddinge st. ad Buddinge Hovedgade - Klausdalsbrovej. Omlægningen skyldes letbanearbejde. |
| 04-03-2024 - ca. 03-06-2024 | Omlægges i retning mod Buddinge st. ad Maglegårds Allé - Gladsaxevej - Marienborg Allé - Søborg Parkallé. Omlægningen skyldes ensretning af Søborg Hovedgade. Omlægningen ændres 23. april 2024, så der køres ad Gladsaxevej - Marienborg Allé - Søborg Parkallé i begge retninger. |
| 24-09-2024 - ca. 02-11-2024 | Omlægges ad Vandtårnsvej - Gladsaxe Møllevej til endestation på Gladsaxe Trafikplads og retur ad Gladsaxe Ringvej - Søborg Hovedgade i stedet for til Buddinge st. Omlægningen skyldes letbanearbejde. |